# СЕА IV
СЕА IV (фр. SEA IV) је француски ловачки авион. Авион је први пут полетео 1918. године. 

Највећа брзина авиона при хоризонталном лету је износила 218 km/h а крстарећа 182 km/h.

## Наоружање
| Наоружање авиона: СЕА          |                                |
| Ватрено (стрељачко) наоружање  |                                |
| Топ                            |                                |
| Митраљез                       |                                |
| Број и ознака митраљеза        | 1 предњи Викерс, 2 Луис позади |
| Калибар                        | 7,7                            |
| Бомбардерско наоружање (бомбе) |                                |
| Ракетно наоружање (ракете)     |                                |